# エレファントJoyToy
『エレファントJoyToy』（エレファントジョイトイ）は、2008年8月20日から同年12月17日までテレビ静岡で毎週水曜日 24:45 - 25:15に放送されたテレビ番組である。全18回。

## 概要
東京のとある街にある秘密クラブ 「Bar JOY TOY」を舞台に、エレファントジョンが先輩芸人と新奇な大人向け玩具（≠大人のおもちゃ）で遊びながらトークを繰り広げていた番組。
エレファントジョンはこの番組を通して「おもちゃ芸人」という枠を確立しようという目標も持っていた。
番組終了後、この枠では通例通り過去の番組の再放送が放送され、2010年9月まで続いた（ただし、2010年4月28日からはテレビ静岡制作の『ねくすと』が月1で放送され、残りの週に人力舎枠の再放送がされた。なお、再放送の最終回まで数回残した打ち切りだったため、同年10月からしばらく木曜深夜に移り放送された）。

## 出演者
メイン
エレファントジョン、真鍋摩緒
ゲスト
アンジャッシュ（渡部建、児嶋一哉）、鈴木拓、東京03（飯塚悟志、角田晃広、豊本明長）、北陽（虻川美穂子、伊藤さおり）、キングオブコメディ、アンタッチャブル（柴田英嗣、山崎弘也）、ラバーガール、鬼ヶ島、とーどーゆーた、おぎやはぎ（小木博明、矢作兼） 他